# Agila I
Agila, of Aguilanus, was koning van de Visigoten in Spanje.
Hij kwam in 549 of 550 op de troon, nadat Theudigisel, een vorst vol gebreken, door zijn onderdanen was omgebracht.
Hij was een gezworen vijand van de christenen, van wie hij de kerken ontheiligde. Terwijl hij maar een gewoon hoofdman was geweest, maakte zijn verheffing hem zo opgeblazen en spoorloos, dat hij onverdraaglijk werd.
Hij haalde zich zelfs ook machtige vijanden op de hals, waarvan Athanagild de voornaamste was. Deze stond in 552 tegen hem op, bijgestaan door Byzantijnse troepen van keizer Justinianus I, onder leiding van de patricius Liberius. Met hun steun versloeg hij bij Córdoba het leger van Agila, die aldaar zijn zoon en zijn schatten verloor, en naar Mérida uitweek, waar hij werd omgebracht door zijn onderdanen, die door deze burgeroorlogen werden geteisterd en de ongeregelheden van Agila niet langer konden verdragen. Dit gebeurde in 554.

## Referentie
- L.G. Bredie, Woordenboek der kerkelijke geschiedenis, I, Amsterdam, 1826, p. 90.

Alarik I ·
Athaulf ·
Sigerik ·
Wallia ·
Theoderik I ·
Thorismund ·
Theoderik II ·
Eurik ·
Alarik II ·
Gesalic ·
Amalarik ·
Theudis ·
Theudigisel ·
Agila I ·
Athanagild ·
Liuva I ·
Leovigild ·
Reccared I ·
Liuva II ·
Witterik ·
Gundemar ·
Sisebut ·
Reccared II ·
Suintila ·
Sisenand ·
Chintila ·
Tulga ·
Chindaswinth ·
Recceswinth ·
Wamba ·
Erwig ·
Ergica ·
Wittiza ·
Roderik ·
Achila II ·
Ardon